# میکیتا تسمیه
میکیتا تسمیه (بلاروسی: Мікіта Дзмітрыевіч Цмыг؛ زادهٔ ۱۵ آوریل ۱۹۹۷) شناگر اهل بلاروس است.